# The Music Master
The Music Master è un film muto del 1927 diretto da Allan Dwan. Il film - presentato da William Fox e girato nei Fox Studios di New York, aveva come interpreti Alec B. Francis e Lois Moran. Fu il debutto sullo schermo per Helen Chandler, attrice che proveniva dal teatro e che sarebbe diventata famosa per il suo ruolo di Minna nel Dracula del 1931. In una particina, apparve anche la dodicenne Anita Fremault, che diventò poi famosa con il nome di Anita Louise.
La sceneggiatura è tratta da un grande successo di Broadway, un lavoro teatrale di Charles Klein, adattato per lo schermo  dal figlio dell'autore, Philip. La commedia, che aveva debuttato il 26 settembre 1904, prodotta e diretta da David Belasco, tenne cartellone per 627 rappresentazioni, interpretata tra gli altri da Minnie Dupree, Jane Cowl e David Warfield, alcuni dei nomi più noti della scena teatrale dell'epoca.

## Trama
Anton von Barwig è un anziano musicista, ormai ridotto in povertà. Ex direttore d'orchestra, era stato abbandonato molti anni prima dalla moglie che era fuggita con un altro uomo, portandosi via la loro figlioletta, la piccola Helene. Volendo ritrovare la figlia, Anton aveva speso tutto il suo denaro per pagare un investigatore. Quando la incontra, Helene ormai è una ragazza elegante, che frequenta la buona società. Fidanzata con Beverly Cruger, un giovane musicista molto promettente, cerca per lui un bravo maestro di musica. Anton, senza rivelare alla ragazza di essere suo padre, decide di affrontare l'uomo che gli ha rubato la moglie. Tuttavia, ama troppo la figlia per rovinare con la sua presenza la sua posizione sociale e prende la decisione di sacrificarsi, mettendosi da parte. Lei, però, quando scopre la vera identità del povero musicista, non si cura delle conseguenze pur di potersi riunire al padre perduto.

## Produzione
Il film, prodotto dalla Fox Film Corporation di William Fox, venne girato negli studi della compagnia di New York.

## Distribuzione
Il copyright del film, richiesto dalla Fox Film Corp., fu registrato il 23 gennaio 1927 con il numero LP23582.
Distribuito dalla Fox Film Corporation, il film uscì nelle sale cinematografiche USA il 23 gennaio 1927, dopo essere stato presentato in prima a New York il 15 gennaio.